# Río Chojrak
El río Chojrak (del ruso: Чохрак) o Chejrak (en adigué: Чехрак) es un río del krai de Krasnodar y la república de Adiguesia, en Rusia, afluente por la izquierda del río Labá, de la cuenca del Kubán.
Tiene una longitud de 84 km (124 km si se considera desde la fuente del Bolshói Chojrak, uno de sus constituyentes). Su cuenca tiene una superficie de 601 km². En su curso desciende un desnivel de 196 m (2,33 m/km).

## Curso
El río se forma de la fusión de los ríos Bolshói Chojrak y Mali Chojrak en el territorio del jútor Séverni del raión de Mostovskói del krai de Krasnodar (44°37′55″N 40°34′15″E / 44.63194, 40.57083). En la primera parte de su curso discurre hacia el oeste para más tarde volverse hacia el norte. Por debajo de Unarokovo entra en los límites de Adiguesia. Tras pasar Krasni tuerce su curso hacia el noroeste entrando en el valle del Labá, cruzando el ferrocarril Kurgáninsk - Komsomólskaya al nordeste de Dondukóvskaya, momento en el que su curso se acerca a 343 m del curso del río Fars (en las inmediaciones de Krasni Fars. Cambia de dirección al norte, atraviesa Druzhba y Chojrak, gira al noroeste y desemboca en el Labá (45°03′44″N 40°17′41″E / 45.06222, 40.29472), 5.7 km al sur de Temirgoyevskaya. 
Los principales afluentes de su cuenca son el Bolshói Chojrak (que recibe las aguas del Aznatskaya por la derecha), el Mali Chojrak (izquierda) y el Jolodnaya (derecha).
Atraviesa las siguientes localidades, de fuente a desembocadura: Séverni, Slavianski, Unarokovo, Chojrak (jútor), Krasni, Blechepsin, Ignátievski, Smolchev-Malinovski, Necháyevski, Druzhba, y Chojrak.